# Stella (ballet, 1990)
Ne doit pas être confondu avec Stella (ballet, 1850).
Stella est un ballet de danse contemporaine de la chorégraphe belge Anne Teresa De Keersmaeker, créé en 1990 pour cinq danseuses de la compagnie Rosas.

## Historique
Stella est un retour à une pièce autant chorégraphique que théâtrale écrite en partie sur des textes issus de Stella de Goethe, des extraits d'Un tramway nommé Désir de Tennessee Williams ou des dialogues du film Rashōmon de Kurosawa, tous récités dans leur langue originale.

## Accueil critique
Lors des représentations de Stella à The Kitchen à New York en 1991, les critiques notent que cette pièce est « à la fois formelle et émotionnelle » tout en « portant une forte critique sociale trouvant ses sources dans une sensibilité littéraire et politique ».

## Fiche technique
- Chorégraphie : Anne Teresa De Keersmaeker
- Assistant artistique : Jean-Luc Ducourt
- Danseurs à la création : Fumiyo Ikeda, Marion Levy, Nathalie Million, Carlotta Sagna, et Johanne Saunier[3]
- Musique originale : Études pour piano et Poème symphonique pour cent métronomes de György Ligeti
- Scénographie : Herman Sorgeloos (décor), Jean-Luc Ducourt (lumières)
- Costumes : Compagnie Rosas
- Production : Compagnie Rosas
- Coproduction : Théâtre de la Ville, Hebbeltheater, Festival d'été de Seine-Maritime, et de Singel
- Première : 9 mars 1990 au théâtre Toneelschuur de Haarlem
- Représentations : ?
- Durée :